# 1474
- Wikisource

| Calendário gregoriano                                                        | 1474 MCDLXXIV                                        |
| Ab urbe condita                                                              | 2227                                                 |
| Calendário arménio                                                           | 923 – 924                                            |
| Calendário bahá'í                                                            | -370 – -369                                          |
| Calendário budista                                                           | 2018                                                 |
| Calendário chinês                                                            | 4170 – 4171 Início a 18 de janeiro (aproximadamente) |
| Calendário copta                                                             | 1190 – 1191                                          |
| Calendário etíope                                                            | 1466 – 1467                                          |
| Calendários hindus - Vikram Samvat - Calendário nacional indiano - Cáli Iuga | 1529 – 1530 1395 – 1396 4574 – 4575                  |
| Calendário Holoceno                                                          | 11474                                                |
| Calendário islâmico                                                          | 879 – 880                                            |
| Calendário judaico                                                           | 5234 – 5235                                          |
| Calendário persa                                                             | 852 – 853                                            |
| Calendário rúnico                                                            | 1724                                                 |
| Calendário solar tailandês                                                   | 2017                                                 |

1474 (MCDLXXIV, na numeração romana) foi um ano comum do século XV do Calendário Juliano, da Era de Cristo, a sua letra dominical foi B (52 semanas), teve início a um sábado e terminou também a um sábado.
| Ano completo                   |
| ------------------------------ |
| Ano comum com início ao sábado |

## Eventos
- Venda da capitania da ilha de São Miguel a Rui Gonçalves da Câmara e nomeação do mesmo como capitão do donatário da mesma ilha.
- Aquisição da donataria da ilha de São Miguel por Rui Gonçalves da Câmara.
- D. Beatriz divide a ilha Terceira ao meio originando duas capitanias, pela Ribeira Seca, que ficou a pertencer à Praia, sita aquém da Ribeira de Frei João que ficou na parte de Angra e a outra até a costa norte, aos Folhadais do Raminho, numa linha que ligava o noroeste ao sudeste da ilha, a da Praia.
- Devido à divisão da ilha Terceira nas capitanias da Praia e de Angra o Raminho é integrado no território da capitania de Angra.
- 28 de janeiro - Descobrimento das ilhas das Flores e Corvo (Açores)
- 17 de fevereiro - Doação da capitania da Praia, onde fizera assento Jácome de Bruges, a Álvaro Martins Homem que, já se tinha instalado e construído moinhos na parte de Angra, por carta de confirmação que só foi emitida em 17 de Novembro de 1474.
- 10 de março - Confirmação por carta régia da compra da Capitania da ilha de São Miguel por Rui Gonçalves da Câmara.
- 2 de abril - Doação da capitania de Angra a João Vaz Corte Real, da Casa do Duque donatário, por serviços prestados.[1]
- 12 de maio - Doação da Capitania da ilha de Santa Maria, Açores a João Soares de Sousa.

## Nascimentos
- ?? - Cristóvão Rodrigues Acenheiro - bacharel em Cânones, advogado e cronista português (m. 1538).

## Mortes
- 12 de Dezembro - Rei Henrique IV de Castela.
- Principe Vlad III, Vlad Dracul Tepes, senhor da Valáquia.